# Братское (Орловская область)
Братское — деревня в составе Котовского сельского поселения Свердловского района Орловской области. Ранее имела статус села.

## География
Расположена в километре от административного центра — посёлка городского типа Змиёвка, в 45 км от города Орёл.
Уличная сеть
Центральный пер., ул. Заречная, ул. Колхозная, ул. Цветочная, ул. Центральная

## Население
| 2002 | 2010 |
| ---- | ---- |
| 330  | ↘309 |

## Транспорт
В деревню ведёт ответвление с автодороги Змиёвка — Красная Рыбница.